# Vulcain 2
Vulcain 2 – francuski silnik rakietowy na mieszankę ciekłego tlenu i wodoru (w stosunku wagowym 6,7:1), stosowany w rakietach rodziny Ariane 5. Wywodzi się bezpośrednio od silnika Vulcain, od którego ma 20% większy ciąg i o trzy sekundy dłuższy impuls właściwy, co stanowiło klucz do zwiększenia udźwigu wariantu ECA w stosunku do podstawowej wersji rakiety Ariane 5.

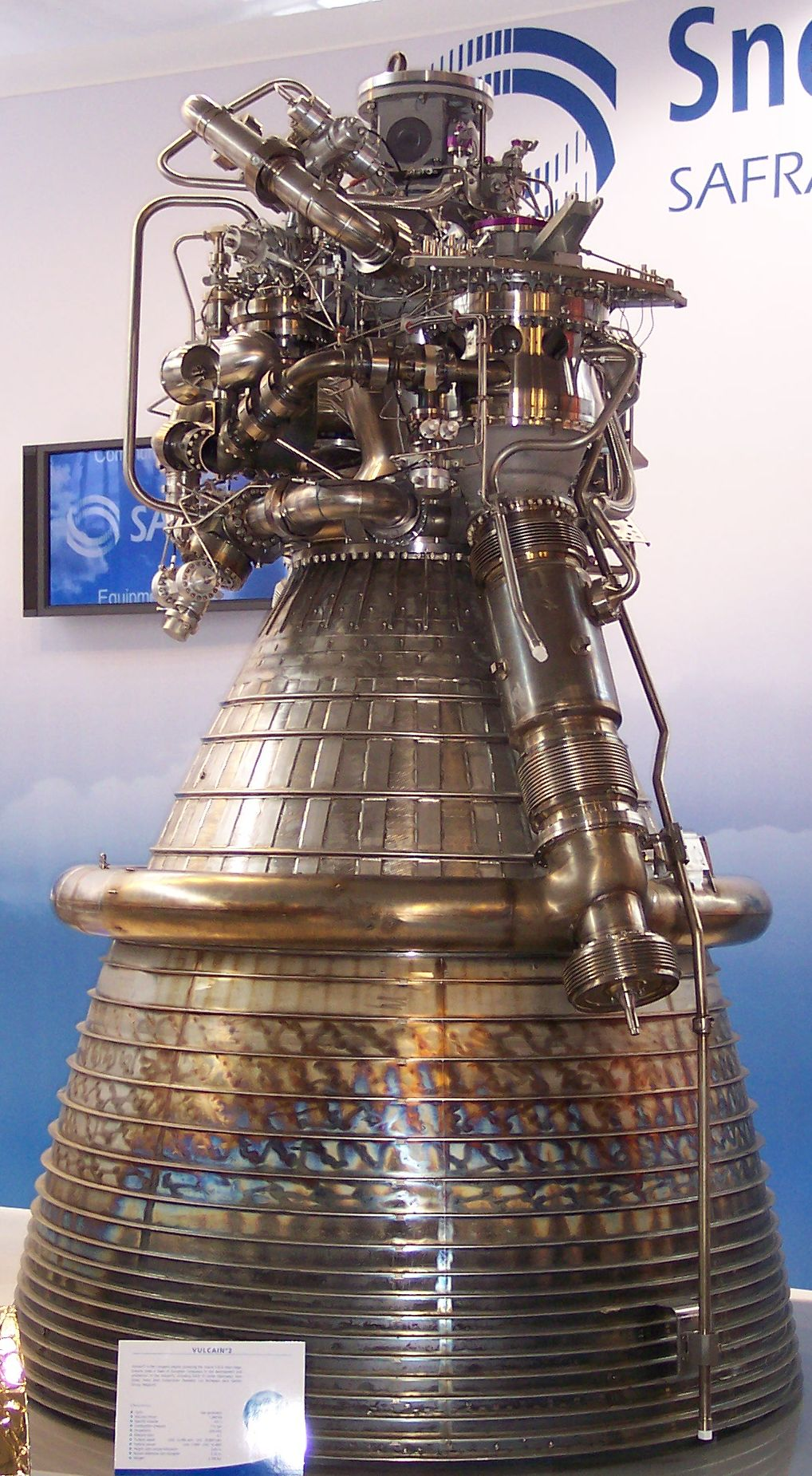
Silnik Vulcain 2 na wystawie ILA 2006

W silniku zwiększono stosunek utleniacza do paliwa, współczynnik ekspansji oraz wprowadzono wlot gazów z turbiny do dyszy wylotowej silnika. 
Do testów oddano 7 takich silników, które testowano w latach 1999-2001 w ośrodkach badawczych Lampoldshausen (stanowisko P5) i Vernon (stanowisko PF50).